# シロ (旧約聖書)
シロは旧約聖書に登場するエフライム族の相続地にある町であり、エルサレムが建設される前はイスラエルの宗教的政治的な中心地だった。ベテルの北北東およそ15kmにある、セイルンの遺跡がシロである。
エルサレムからベテルを経て、シェケムへ北上する大路の東にある。シロが位置しているのは、エフライム山地の中の小平野であり海抜は低い。
イスラエルのカナン占領作戦中は、ギルガルに司令部を置いた。しかし、作戦が終了した後は、シロに本営を移し、会見の天幕（幕屋）を立てた。この時からシロはイスラエルの宗教と政治の中心になった。
会見の天幕は、シロに安置されて、移動しなくなり、神殿が建設された。後に、「神の宮」「主の宮」と呼ばれた。後に、祭司エリ、サムエルが活躍した。
その後、ペリシテ人の台頭により、シロは侵略されるようになる。サウル王のアフェクの決戦で、イスラエルは敗北して、契約の箱が奪われ、シロの町と神殿は破壊された。これは、エレミヤが預言の中で、エルサレムの神殿の破壊と引き合いに用いた。
ソロモン王に対して、南北分裂の預言をしたアヒヤはシロ出身の預言者であった。